# 吉田弘 (サッカー選手)
吉田 弘（よしだ ひろし、1958年2月11日 - ）は、静岡県出身の元サッカー選手、サッカー指導者。

## 経歴
静岡県立静岡工業高等学校時代は攻撃的MFとしてプレー。3年次の全国高等学校サッカー選手権大会では石神良訓らと共に準優勝に貢献。
1980年に古河電工に加入。日本サッカーリーグにおいて2度の得点王（1981年、1985年）を獲得するなど、同サッカー部のエースストライカーとして活躍した。また日本代表としても1982年のアジア競技大会など、国際Aマッチ9試合に出場1得点を記録している。しかし1985年のリーグ戦は好調だったにも関わらず、1986 FIFAワールドカップ・アジア予選のメンバーに招集される事はなかった。さらに、年齢的に代表として最後のチャンスと思われたソウル五輪アジア予選も、不動だったFW原博実の他には、松浦敏夫、手塚聡、武田修宏、浅岡朝泰が選出され、またしても代表候補までに留まった。
1990年に現役引退後は日本女子代表コーチを経て、2007年にU-17日本女子代表監督に就任。同年のAFC U-16女子選手権に準優勝して2008年のU-17女子ワールドカップ出場権を獲得、U-17女子ワールドカップでは準々決勝に進んだ。2009年AFC U-16女子選手権では3位になり、2010年のU-17女子ワールドカップ出場権を獲得。トリニダード・トバゴで開催されたU-17女子ワールドカップでは決勝戦に進出するも決勝で韓国に敗れ、2位となった。2011年からはU-17日本女子代表との兼任でU-20日本女子代表監督に就任。2012年、地元開催となったU-20女子ワールドカップでは、U-20日本代表としては過去最高の3位の成績を収めた。AFC U-19女子選手権2013では4位に終わり、2014 FIFA U-20女子ワールドカップの出場権を逃した。
2014年よりASエルフェン埼玉ゼネラルマネージャー兼ASエルフェン埼玉マリ監督に就任。2015年より同トップチーム監督に就任。しかし、チームはリーグ戦で最下位となり2部に降格、1年で監督を退任した。
2017年より尚美学園大学サッカー部総監督に就任。

## 所属クラブ
- 静岡工業高校
- 法政大学
- 1980年 - 1990年 古河電工

## 個人成績
| 国内大会個人成績 | 国内大会個人成績 | 国内大会個人成績 | 国内大会個人成績 | 国内大会個人成績 | 国内大会個人成績 | 国内大会個人成績 | 国内大会個人成績 | 国内大会個人成績 | 国内大会個人成績 | 国内大会個人成績 | 国内大会個人成績 |
| 年度             | クラブ           | 背番号           | リーグ           | リーグ戦         | リーグ戦         | リーグ杯         | リーグ杯         | オープン杯       | オープン杯       | 期間通算         | 期間通算         |
| 年度             | クラブ           | 背番号           | リーグ           | 出場             | 得点             | 出場             | 得点             | 出場             | 得点             | 出場             | 得点             |
| 日本             | 日本             | 日本             | 日本             | リーグ戦         | リーグ戦         | JSL杯            | JSL杯            | 天皇杯           | 天皇杯           | 期間通算         | 期間通算         |
| ---------------- | ---------------- | ---------------- | ---------------- | ---------------- | ---------------- | ---------------- | ---------------- | ---------------- | ---------------- | ---------------- | ---------------- |
| 1980             | 古河             | 22               | JSL1部           | 13               | 2                | 3                | 2                | 3                | 3                | 19               | 7                |
| 1981             | 古河             | 20               | JSL1部           | 18               | 14               | 3                | 3                | 2                | 2                | 23               | 19               |
| 1982             | 古河             | 20               | JSL1部           | 18               | 7                | 5                | 9                | 3                | 0                | 26               | 16               |
| 1983             | 古河             | 20               | JSL1部           | 17               | 1                | 0                | 0                | 1                | 0                | 18               | 1                |
| 1984             | 古河             | 10               | JSL1部           | 14               | 3                | 3                | 1                | 3                | 2                | 20               | 6                |
| 1985             | 古河             | 10               | JSL1部           | 22               | 16               | 4                | 4                | 3                | 3                | 29               | 23               |
| 1986-87          | 古河             | 10               | JSL1部           | 20               | 11               | 5                | 5                | ※                | ※                | 25               | 16               |
| 1987-88          | 古河             | 10               | JSL1部           | 17               | 3                | 0                | 0                | 4                | 5                | 21               | 8                |
| 1988-89          | 古河             | 10               | JSL1部           | 22               | 2                | 2                | 1                | 2                | 0                | 26               | 3                |
| 1989-90          | 古河             | 10               | JSL1部           | 19               | 1                | 2                | 0                | 1                | 0                | 22               | 1                |
| 通算             | 日本             | 日本             | JSL1部           | 180              | 60               | 27               | 25               | 22               | 15               | 229              | 100              |
| 総通算           | 総通算           | 総通算           | 総通算           | 180              | 60               | 27               | 25               | 22               | 15               | 229              | 100              |

※1986年度の天皇杯は、古河電工がアジアクラブ選手権1986-87出場のため辞退

## 個人タイトル
- 日本サッカーリーグ 得点王：1981、1985
- 日本サッカーリーグ ゴールデンボール賞：1981、1985
- 日本サッカーリーグ 年間優秀11人賞：1981、1982、1985
- 日本年間最優秀選手賞：1985

## その他
- JSL東西対抗戦　1回出場（1982年）

- JSL選抜チーム（1986年/1試合0得点、1987年/1試合0得点）

## 代表歴

### 出場大会など
- アジア競技大会(1982)

### 試合数
- 国際Aマッチ 9試合 1得点(1981-1983)

| 日本代表 | 国際Aマッチ | 国際Aマッチ | その他 | その他 | 期間通算 | 期間通算 |
| 年       | 出場        | 得点        | 出場   | 得点   | 出場     | 得点     |
| -------- | ----------- | ----------- | ------ | ------ | -------- | -------- |
| 1980     | 0           | 0           | 3      | 0      | 3        | 0        |
| 1981     | 6           | 1           | 8      | 0      | 14       | 1        |
| 1982     | 1           | 0           | 1      | 0      | 2        | 0        |
| 1983     | 2           | 0           | 4      | 0      | 6        | 0        |
| 通算     | 9           | 1           | 16     | 0      | 25       | 1        |

### 出場
| No. | 開催日         | 開催都市         | スタジアム                 | 対戦相手     | 結果 | 監督     | 大会         |
| --- | -------------- | ---------------- | -------------------------- | ------------ | ---- | -------- | ------------ |
| 1.  | 1981年02月08日 | クアンタン       |                            | マレーシア   | ●0-1 | 川淵三郎 | 国際親善試合 |
| 2.  | 1981年02月10日 | クアラルンプール |                            | マレーシア   | △1-1 | 川淵三郎 | 国際親善試合 |
| 3.  | 1981年02月17日 | シンガポール     |                            | シンガポール | ○1-0 | 川淵三郎 | 国際親善試合 |
| 4.  | 1981年02月19日 | シンガポール     |                            | シンガポール | △0-0 | 川淵三郎 | 国際親善試合 |
| 5.  | 1981年02月24日 | インドネシア     |                            | インドネシア | ●0-2 | 川淵三郎 | 国際親善試合 |
| 6.  | 1981年03月08日 | 東京都           | 国立霞ヶ丘競技場陸上競技場 | 韓国         | ●0-1 | 川淵三郎 | 日韓定期戦   |
| 7.  | 1982年11月23日 | ニューデリー     |                            | 南イエメン   | ○3-1 | 森孝慈   | アジア大会   |
| 8.  | 1983年02月12日 | ダマスカス       |                            | シリア       | △2-2 | 森孝慈   | 国際親善試合 |
| 9.  | 1983年02月25日 | ドーハ           |                            | カタール     | ●0-1 | 森孝慈   | 国際親善試合 |

### 得点数
| # | 開催日         | 開催地       | 会場 | 相手         | 結果 | 大会         |
| - | -------------- | ------------ | ---- | ------------ | ---- | ------------ |
| 1 | 1981年02月17日 | シンガポール |      | シンガポール | ○1-0 | 国際親善試合 |

## 指導歴
- 1992年 - 1996年 清水エスパルス
  - 1992年 - 1993年 サテライト 監督
  - 1994年 トップチーム コーチ
  - 1995年 - 1996年 サッカースクール スクールマスター
- 1997年 - 2010年 常葉学園橘中学校
  - 1997年 - 2005年 サッカー部 監督
  - 2006年 - 2010年 女子サッカー部 監督
- 1995年 - 2014年 日本サッカー協会
  - 1995年 - 2002年 JFAナショナルトレセンコーチ 四国担当
  - 2003年 - 2004年 日本女子代表 コーチ
  - 2005年 - 2006年 JFAナショナルトレセンコーチ ストライカープロジェクトリーダー
  - 2006年 JFAナショナルトレセンコーチ 四国担当
  - 2007年 - 2012年 U-16/U-17日本女子代表
  - 2011年 - 2014年 U-19/U-20日本女子代表
- 2014年 ASエルフェン埼玉ゼネラルマネージャー兼ASエルフェン埼玉マリ監督
- 2017年 尚美学園大学サッカー部総監督